# تيري بيل
تيري بيل (بالإنجليزية: Terry Bell)‏ (1 أغسطس 1934 بنوتنغهام في المملكة المتحدة - 20 مايو 2014 بنوتنغهام في المملكة المتحدة) هو لاعب كرة قدم بريطاني في مركز الوسط. لعب مع مانشستر سيتي ونادي بورتسموث ونادي بيرتن ألبيون ونادي ريدنغ ونادي هارتلبول يونايتد ونوتينغهام فورست ونونيتون بورو ‏ ونادي ألدرشوت ونادي ألدرشوت تاون ونادي هيلينغدون بورو وووركينغهام وإمربروك ‏.

## وصلات خارجية
- تيري بيل على موقع قاعدة بيانات كرة القدم.إي يو (الإنجليزية)